# Thomas Bonnet
Thomas Bonnet (Châtellerault, 13 settembre 1998) è un ciclista su strada e ciclocrossista francese, che corre per il team TotalEnergies. È professionista dal 2023.

## Palmarès

### Strada
- 2021 (Vendée U, due vittorie)

Tour Cycliste des 4B Sud-Charente
6ª tappa Tour de Guadeloupe (Morne-à-l'Eau > Le Gosier)
- 2022 (Vendée U - Pays de la Loire, due vittorie)

Circuit des Plages Vendéennes - Ep. 3
Nantes-Segré
- 2023 (TotalEnergies, una vittoria)

4ª tappa Tour du Rwanda (Musanze > Karongi)

### Cross
- 2014-2015 (Juniores)

Coupe de France Besançon, Juniores
- 2015-2016 (Juniores)

Grote Prijs Eric De Vlaeminck, 5ª prova Coppa del mondo Juniores (Heusden-Zolder)

### Mountain bike
- 2016

Campionati del mondo di mountain bike 2016, Cross country Juniores
Campionati europei di mountain bike 2016, Cross country Juniores

## Piazzamenti

### Grandi Giri
- Vuelta a España

2023: ritirato (16ª tappa)

### Classiche monumento
- Giro delle Fiandre

2023: ritirato

### Competizioni mondiali

#### Ciclocross
- Campionati del mondo di ciclocross

Heusden-Zolder 2016 - Junior: 3º
Bieles 2017 - Under-23: 27º
Dübendorf 2020 - Under-23: 26º

#### Mountain bike
- Campionati del mondo di mountain bike

Nové Město na Moravě 2016 - Cross country Junior: vincitore

### Competizioni continentali

#### Ciclocross
- Campionati europei di ciclocross

Lorsch 2014 - Junior: 16º
Huijbergen 2015 - Junior: 3º
Pontchâteau 2016 - Under-23: 5º

#### Mountain bike
- Campionati europei di mountain bike

Huskvarna 2016 - Cross country Junior: vincitore